# Milan Bošnjak
Milan Bošnjak (Gospić, 13. veljače 1974.) hrvatski je književnik, kulturni i javni djelatnik, književni povjesničar i teoretičar, stručnjak za pitanja hrvatske nacionalne manjine i hrvatskoga iseljeništva.

## Životopis
Osnovnu školu pohađa u Kosinju, srednju u Gospiću i Zagrebu. Na Filozofskom fakultetu Sveučilišta u Zagrebu završava studij filozofije i komparativne književnosti (1998.) te poslijediplomski sveučilišni doktorski studij kroatistike (25. siječnja 2019. obranom teme Književne prakse hrvatskih pisaca u Njemačkoj 1990.-2013.).
Niz godina bio je zaposlen u Ministarstvu znanosti i obrazovanja, najprije kao učitelj i koordinator hrvatske nastave u Baden-Württembergu u Njemačkoj, a potom na stručnim i rukovodećim poslovima u području hrvatske nastave u inozemstvu i međunarodne suradnje, dok od 2014. do danas radi u Središnjem državnom uredu za Hrvate izvan Republike Hrvatske kao savjetnik s posebnim položajem za pitanja hrvatske nacionalne manjine u inozemstvu.
Cijeli život je aktivan u rječotvornom i književnoumjetničkom području: od mladenačkih radova objavljenih u dječjim časopisima i časopisima Dodiri i Usponi do poezije i proze objavljene u časopisima Republika, Hrvatsko slovo, Vijenac, Poezija i Kolo. Bio je najmlađi član uredništva časopisa Dodiri koji je izdavala Književna radionica Gospić (1989.-1991.) i dosad najmlađa osoba koja je sa svojom autorskom predstavom nastupila na finalnoj večeri Saveza kazališnih amatera Zagreba (1992.). Jedan je od osnivača i bio je prvi predsjednik Udruge za promicanje zdravog života, zaštitu prirode i očuvanje baštine Eko A  Kosinj (2001.). Tijekom boravka u Njemačkoj bio je mentor u međunarodnom projektu KoLIBRI usmjerenom na djecu migranata koji se provodio u Njemačkoj, Francuskoj i Italiji (2002. – 2005.). Član je nekoliko bilateralnih stručnih tijela s državama iz njemačkog govornog područja od 2007. do danas, dok je od 2008. do 2013. bio član, a od 2014. do danas zamjenik supredsjedatelja međuvladinih mješovitih odbora za zaštitu nacionalnih manjina koje Republika Hrvatska ima s Crnom Gorom, Mađarskom, Republikom Sjevernom Makedonijom i Republikom Srbijom. Član je Vijeća za učenje i poučavanje hrvatskoga kao drugoga, stranog i nasljednog jezika te brojnih međuresornih tijela, stručnih povjerenstava i prosudbenih skupina. Član je Matice hrvatske i Društva hrvatskih književnika, jedan je od osnivača i predsjednik Znanstvenoga i kulturnoga društva Kosinj.
Organizira i/ili sudjeluje u kulturnim događanjima i održava predavanja u domovini i inozemstvu (Njemačka, Švicarska, Francuska, Italija, Austrija, Mađarska, Rumunjska, Slovačka, Slovenija, Srbija, Crna Gora, Sjeverna Makedonija, Bosna i Hercegovina, SAD, Kanada, Australija). Godinama je savjetovao učitelje hrvatske nastave te je osmislio, organizirao i proveo stručna usavršavanja u domovini, europskim i prekooceanskim državama. Od 2018. godine održava predavanja na Diplomatskoj akademiji Ministarstva vanjskih i europskih poslova (tema: Hrvatska nacionalna manjina u 12 europskih država), a od ak. god. 2021./2022. na Fakultetu hrvatskih studija Sveučilišta u Zagrebu (kolegiji Suvremena hrvatska književnost nastala izvan Hrvatske, Književnost i kultura Hrvata u dijaspori i Kultura Hrvata u dijaspori).
2020. godine pokrenuo je inicijativu za osnivanje Hrvatskoga kulturnoga instituta Marulić, institucije koja bi se bavila sustavnom promocijom hrvatskoga jezika i kulture u svijetu.
Dobitnik je 1. nagrade za poeziju Dubravko Horvatić za 2020. godinu koju dodjeljuje Hrvatsko slovo za poetski ciklus Sve što dolazi primam sa zahvalnošću.
Objavio je tri pjesničke zbirke i sedam stručnih knjiga, od čega tri u suautorstvu, kao i jedan edukacijsko-ekološki vodič te više znanstvenih i stručnih radova.
Aktivno se služi njemačkim i engleskim, pasivno talijanskim jezikom. Oženjen je, otac jedne kćeri, živi u Zagrebu.

## Djela (izbor)
Pjesničke zbirke:
Bošnjak, Milan: Tragom ljepote i sjaja, ZKD Kosinj, Zagreb, 2022.
Bošnjak, Milan: Zelenoplavo, Ogranak Matice hrvatske, Gospić, 2013.
Bošnjak, Milan: Neuki letači, Ogranak Matice hrvatske, Gospić, 2013.
Znanstvene i stručne knjige:
Bošnjak, Milan: Suvremena hrvatska književnost nastala izvan Hrvatske: članci i ogledi, Matica hrvatska, Zagreb, 2024.
Bošnjak, Milan: Hrvatska nacionalna manjina: status i perspektiva, Hrvatska matica iseljenika, Zagreb, 2024.
Bošnjak, Milan; Ćorić, Žana; Gregurić, Croatiana; Iskra, Vedran (prir.): Središnji državni ured za Hrvate izvan Republike Hrvatske: Osam godina rasta i razvoja (2016. – 2023.), SDUHIRH, Zagreb, 2024.
Bošnjak, Milan: Hrvatski kulturni institut Marulić: nacrt projekta, Hrvatska kulturna zaklada, Zagreb, 2023.
Bošnjak, Milan: Hrvatska književnost nastala u Njemačkoj 1990. – 2013., Naklada Ljevak, Zagreb, 2021.
Bošnjak, Milan; Ćorić, Žana; Kunštić, Ivanka (prir.): Državni ured za Hrvate izvan Republike Hrvatske, aktivnosti i postignuća svibanj 2012. – svibanj 2015., DUHIRH, Zagreb, 2015.
Bežen, Ante; Bošnjak, Milan (prir.): Hrvatska nastava u inozemstvu: priručnik za učiteljice i učitelje, Ministarstvo znanosti, obrazovanja i sporta, Učiteljski fakultet, Zagreb, 2012.
Bošnjak, Milan; Biljman, Ivica (prir.): Kosinjska dolina: edukacijsko-ekološki vodič, Eko A Kosinj, Kosinj, 2003.
Podatci o knjigama, kao i o poglavljima u knjigama te znanstvenim i stručnim radovima dostupni su na mrežnim stranicama Hrvatske znanstvene bibliografije CROSBI i CroRIS.

## Vanjske poveznice
- Bošnjak Milan (dhk.hr)
- Pregled po CROSBI profilu: MILAN BOŠNJAK (CROSBI Profil: 35411, MBZ: 373675) - CROSBI (irb.hr).
- Pregled po CroRIS profilu MILAN BOŠNJAK (CroRIS Profil: 34950): CroRIS - Osobe